# Girardota
Girardota es un municipio de Colombia, ubicado en el Valle de Aburrá del departamento de Antioquia. Limita por el norte con los municipios de San Pedro de los Milagros y Donmatías, por el este con los municipios de Barbosa y San Vicente, por el sur con los municipios de Barbosa y Guarne, y por el oeste con el municipio de Copacabana.
Su nombre se dio en honor al prócer de la patria Atanasio Girardot; no se le quiso bautizar Girardot pues en el departamento de Cundinamarca ya existía un municipio con ese nombre, por lo que se modificó a Girardota. También se llamó Hato Grande en alguna época con la esperanza de formar una ciudad.

## Historia
La zona en la que hoy se encuentra Girardota fue habitada por los indios Nutabes y Yamesíes, que se dedicaban básicamente a la agricultura. En 1620 un grupo de colonos de Antioquia se ubicó en el paraje de San Diego y fundó el caserío, el cual quedó dependiendo de la ciudad de Santa Fe de Antioquia (capital del departamento en ese entonces), hasta 1675 que pasó a depender del caserío de la Villa de Medellín.
En 1648 adquirió estas tierras doña Margarita de Alarcón, viuda de Miguel Marín, a la muerte de esta fueron rematadas en la plaza pública de Santa Fe de Antioquia en 1651, las adquirió Antonio Gómez de Salazar para su hermano Juan Gómez de Salazar gobernador de la Provincia, quien estableció su morada en el paraje que se ha conocido como San Esteban donde tuvo un hato que denominó «Hatogrande» y un poco hacia el norte otro, el «Hatillo» tal vez por ser de menores proporciones. Esos hatos, al igual que el llamado «Hatoviejo», pasaron a poder de doña Ana de Castrillón. 
El 11 de mayo de 1734 compró las tierras de Hatogrande, el doctor Sancho Londoño Zapata, hermano de doña Javiera. Las heredó el Pbro. doctor Sancho Londoño Piedrahíta, sobrino de doña Javiera y de este pasaron al Pbro. Manuel Londoño Molina a quien se considera como el fundador de la población. 

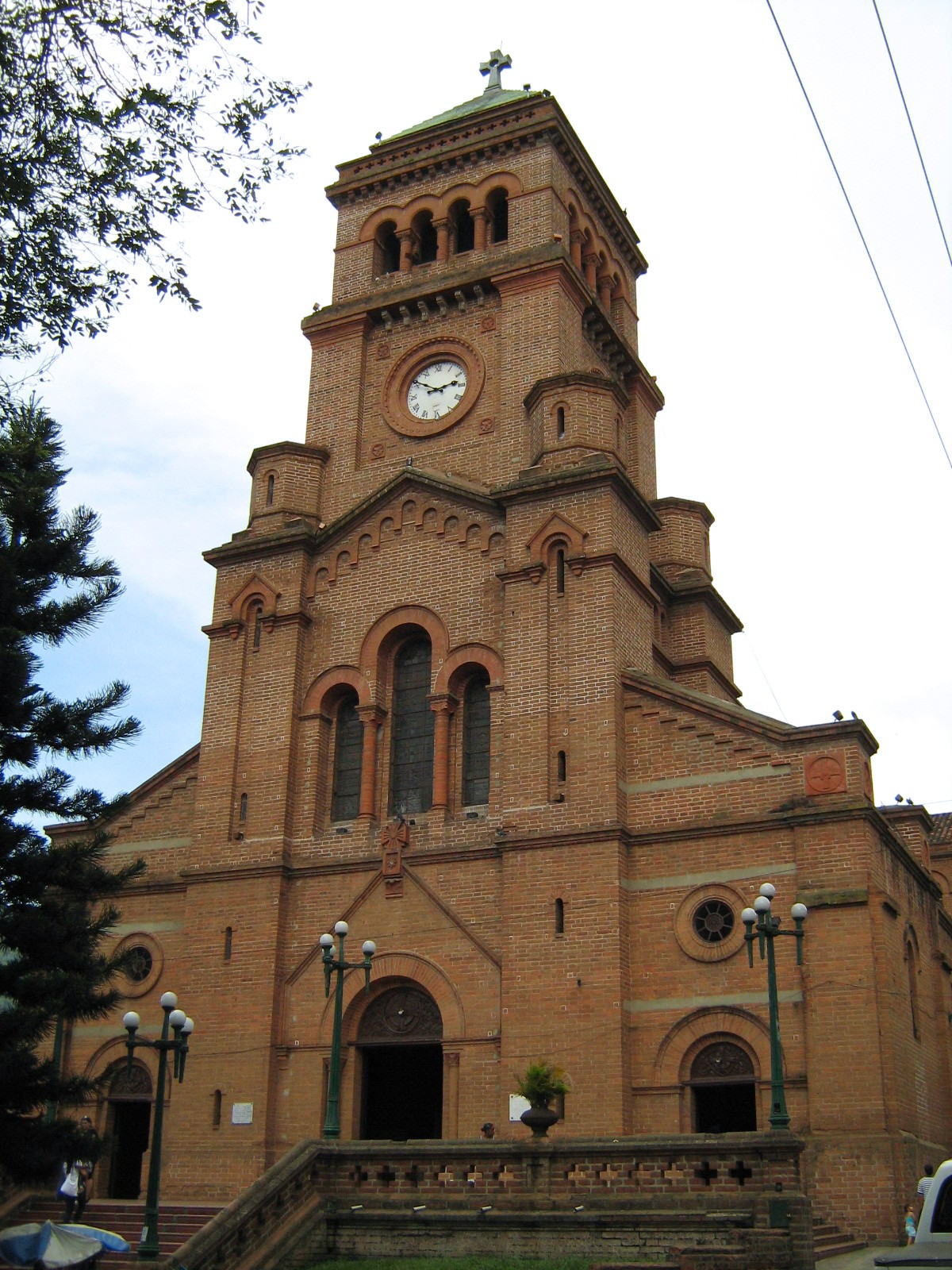
Catedral de Girardota

Fue el padre Manuel Londoño M. persona muy acaudalada. Por los diversos testamentos que otorgó se sabe que tenía casa de dos pisos en la plaza mayor de Medellín; casa de iguales condiciones en Hatogrande; varias casas de campo, así como varias minas y salados, caleras y muchas tierras en diversos puntos; declaraba poseer en la Ceja 45 reses que no tenían marca; 150 animales entre yeguas, caballos, mulas, muletos, padrones, potros, «todo lo que se hallaba marcado con mi fierro»; dos trapiches, doscientas cincuenta reses en Hatogrande y además 110 esclavos, amén de muchas otras cosas más. Era dueño de una capilla en Hatogrande la que dotó con prodigalidad y para la que hizo traer la imagen del señor Caído. 
El 31 de diciembre de 1757 el gobernador José Barón de Chaves creó el partido de Hatogrande, dependiente del Cabildo de Medellín. En lo eclesiástico dependía de Copacabana. 
El 21 de septiembre de 1833 el gobernador Juan de Dios Aranzazu creó la parroquia. Dice la parte principal del decreto: «Erígese en el partido de Hatogrande, en donde está la Capilla del Señor Caído, una nueva parroquia con el nombre de Girardota para conservar la memoria del esforzado Coronel y distinguido Atanasio Girardot»... 
El gobierno central dio su aprobación poco después. La población fue erigida con 1824 habitantes, comenzando así la vida civil del nuevo Municipio de Girardota. Era la época en que la creación de parroquia equivalía a su vez a erección en distrito. (El mismo caso de Caramanta y otros distritos). Por su parte el vicario capitular Pbro. José Miguel de la Calle expidió el decreto ratificando la erección en 1834. La Ordenanza 37 del 29 de abril de 1912 hizo una modificación en el nombre al disponer que sería el de Girardot pero la Ordenanza 18 del 11 de abril del año siguiente, 1913 dispuso: «A partir de la publicación de la presente Ordenanza el Municipio de Girardot se llamará oficialmente Girardota».

## Geografía
El municipio de Girardota se encuentra localizado al norte del Valle de Aburrá, cuenta con un área de 82.56 km² de los cuales 3.07 km² corresponden a suelo urbano y 79.49 km² a suelo rural y hace parte del área metropolitana de la ciudad de Medellín. Su superficie (área) urbana de 3.07 km² aún no tiene una conurbación; como la mayoría de los municipios que conforman el área metropolitana. La cabecera cuenta con una temperatura de 22 °C y una altitud promedio 1425 m s. n. m.
El territorio del municipio es montañoso y su relieve corresponde a la Cordillera Central Colombiana (sistema montañoso andino). Las principales cuencas hídricas son el Río Medellín que recorre todo el valle y las quebradas El Salado, El Tigre, La Correa, Caimito, La Silva y Los Ortegas, entre otras.
La principal altura es el Alto de Las Cruces con 2550 m s. n. m. , que comparte con el municipio de Copacabana.

## Demografía
Población histórica
1912 8110
1938 8834
1951 10956
1964 13037
1973 17879
1985 24426
1993 31168
2005 42566
2022 63611

De acuerdo con las cifras presentadas por el DANE del censo 2005, Girardota cuenta actualmente con una población de 61 611 habitantes, siendo esta la novena aglomeración urbana del área metropolitana del Valle de Aburrá que suma un total de 3 312 165 de personas. El municipio cuenta con una densidad poblacional de aproximadamente 548 habitantes por kilómetro cuadrado. El 49 % de la población son hombres y el 51 % mujeres. La ciudad cuenta con una tasa de analfabetismo del 8,3 % en la población mayor de 5 años de edad.
Los servicios públicos tienen una buena cobertura, ya que un 98,1 % de las viviendas cuenta con servicio de energía eléctrica, mientras que un 86,4 % tiene servicio de acueducto y un 87,9 % de comunicación telefónica.

### Etnografía
Según las cifras presentadas por el DANE del censo 2013, la composición etnográfica del municipio es: 
- Mestizos & Blancos (97.2 %)
- Afrocolombianos (3.7 %)

## División Político-Administrativa
Su Cabecera municipal se encuentra dividida en los barrios: Aurelio Mejía, Centro, El Llano, El Paraíso, El Salado, Girardota La Nueva, Guaduales, Guayacanes, Juan XXIII, La Ceiba, La Ferrería, La Florida, Montecarlo, Naranjal, Nuevo Horizonte, Palmas del Llano, Santa Ana, San José.
Girardota tiene bajo su jurisdicción los centros poblados:
- Cabildo
- El Paraíso
- Jamundí - Escuelas
- Jamundí - Rieles
- Juan Cojo
- La Calle
- La Palma
- Las Cuchillas
- Loma de Los Ochoa
- San Andrés
- San Esteban

### Veredas
Además, el municipio está compuesto con las siguientes veredas:
El Barro, El Cano, El Palmar, El Paraíso, El Socorro, El Totumo, Yarumo, Encenillo, Jamundi, Juan Cojo, La Calera, La Holanda, La Mata, La Matica, La Meseta, La Palma, Loma de los Ochoa, Manga Arriba, Mercedes Abrego, Portachuelo, Potrerito, San Andrés.

## Estructura político-administrativa
El Municipio de Girardota está regido por un sistema democrático basado en los procesos de descentralización administrativa generados a partir de la proclamación de la Constitución Política de Colombia de 1991.
El Alcalde de Girardota es el jefe de gobierno y de la administración municipal, representando legal, judicial y extrajudicialmente al municipio. Es un cargo elegido por voto popular para un periodo de cuatro años, que en la actualidad es ejercido por Kevin René Bernal Morales (2024-2027). 
Entre sus funciones principales está la administración de los recursos propios de la municipalidad, velar por el bienestar y los intereses de sus conciudadanos y representarlos ante el Gobierno Nacional, además de impulsar políticas locales para mejorar su calidad de vida, tales como programas de salud, vivienda, educación e infraestructura vial y mantener el orden público.
Administrativamente la alcaldía de Girardota se divide en dos grandes grupos: la administración central y las entidades descentralizadas. Se entiende por Administración Central, el conjunto de entidades que dependen directamente del Alcalde. Estas entidades son denominadas Secretarías.
Las secretarías son unidades administrativas cuyo principal objetivo es la prestación de servicios a la comunidad o a la Administración Central, para lo cual, la Alcaldía cuenta con 9 secretarías y con las 3 entidades descentralizadas: Hospital San Rafael, Instituto de Deportes y Recreación (INDER) y el Fondo de Vivienda de Interés Social (FOVIS).
| Secretarías | Secretarías |
| --- | --- |
| - Secretaría de Protección Social - Secretaría de Educación y Cultura - Secretaría General - Secretaría de Tránsito - Secretaría de Planeación - Secretaría de Infraestructura | - Secretaría de Hacienda - Secretaría de Gobierno - Secretaría de Agricultura y medio ambiente - Secretaría de Servicios Administrativos |

### Área metropolitana
El área metropolitana del Valle de Aburrá es una entidad político administrativa que se asienta a todo lo largo del Valle de Aburrá a una altitud promedio de 1538 m s. n. m.. 
El Área está compuesta por 10 municipios, y está atravesada de sur a norte por el río Medellín, el cual nace al sur de la misma en el municipio de Caldas; en el norte, luego del municipio de Barbosa, es una de las fuentes formadoras del Río Porce.
Fue la primera área metropolitana creada en Colombia en 1980, y es la segunda área metropolitana en población en el país después del Distrito Capital de Bogotá. La población total, que suma la población urbana y rural de las diez ciudades es de 3 312 165 habitantes.
La principal zona urbana del área metropolitana del Valle de Aburrá se encuentra en el centro del Valle y está conformada por las cuatro ciudades más grandes por número de habitantes: Medellín, Bello, Itagüí y Envigado.

## Economía
- Agricultura: Caña, Café, Cebolla, mango
- Ganadería: Vacuno de Leche, Porcinos, Equinos
- Manufacturas varias
- Cerámica
- Fibra Sintética.

El municipio no tuvo industria sólida hasta bien entrado en siglo XX. 
Pese a lo anterior, la presencia de Kimberly Clark, Enka, Abracol, Mancesa entre otros, significó en la segunda mitad del siglo XX la industrialización el municipio y su conversión en una zona importante para las actividades productivas. Antes de la llegada de la industria, la región vivía de la agricultura y de la producción de panela.
El municipio es paso obligado para las personas que van hacia la Costa Atlántica y para Puerto Berrío. El lugar es un centro de peregrinaje muy concurrido, lo que le permite disponer de algunas entradas extras.

## Medios de comunicación
En el Municipio de Girardota están disponibles prácticamente todos los servicios posibles de telecomunicaciones, desde teléfonos públicos, pasando por redes de telefonía móvil, redes inalámbricas de banda ancha, centros de navegación o cibercafés, comunicación IP, etc.
La principal empresa en este sector es UNE Telecomunicaciones (bajo su marca UNE), recientemente separada de su casa matriz Empresas Públicas de Medellín (EPM).
Hay tres operadores de telefonía móvil todos con cobertura nacional y con tecnología GSM, Comcel (de América Móvil) Banda: 850 MHz; Movistar (de Telefónica) Banda: 850 MHz, y Tigo (de la ETB, EPM Telecomunicaciones y Millicom International de Luxemburgo) Banda: 1900 MHz NGN.
El municipio cuenta con varios canales de televisión de señal abierta, los 3 canales locales Telemedellín, Canal U y Televida, (los cuales cubren el Valle de Aburrá), un canal regional Teleantioquia, y los cinco canales nacionales: los 2 privados Caracol y RCN, y los 3 públicos Canal Uno, Señal Institucional y Señal Colombia. Las empresas de televisión por suscripción ofrecen canales propios.
La localidad cuenta con una gran variedad de emisoras en AM y FM, tanto de cobertura local como nacional, de las cuales la mayoría son manejadas por Caracol Radio o RCN Radio, aunque hay otras emisoras independientes de gran sintonía, como Todelar y Súper.
En Girardota, y en el resto de Antioquia, circulan importantes diarios: El Colombiano, El Mundo (Colombia), Q´hubo, El Espectador, El Tiempo (todos con una larga trayectoria en el ámbito regional) el balcón.com, Chimenea Informativa y el Periódico Municipal, que son propios del Municipio .

## Transporte público
- Buses. Existe en la localidad un sistema privado de buses urbanos que comunican a Girardota y a Medellín. Adicionalmente, esta el sistema integrado de transporte el cual consta de buses que comunican a la última estación del Metro de Medellín (Niquia) con el área urbana del municipio.

- Taxis. Hay numerosas empresas de taxis que cubren toda el área metropolitana, y entre ellas hay algunas con servicios bilingües en inglés. El servicio de pedido de taxi por teléfono es el más usual y seguro. Algunas empresas prestan servicios intermunicipales. Es usual además el servicio de taxi colectivo; algunos de estos colectivos pueden ser cómodos y rápidos, aunque suelen estar supeditados al cupo completo.

- Colectivos. La misma empresa que presta el servicio de transporte en buses y taxis, presta el servicio interveredal de colectivos

## Sitios de interés
- Catedral de Nuestra Señora del Rosario, sede de la diócesis de Girardota.
- El Señor Caído, lugar de peregrinaje.
- Senderos ecológicos de la vereda San Andrés.
- Hotel Spa Campestre Palma Bella, vereda Cabildo.
- Hotel Fincas de recreo Hotel Torre Juan, Torre Juan Campestre, vereda Juan Cojo.
- Casa de la Cultura Pedrito Ruiz.
- Alto de la Virgen.
- Caminos de Piedra de la Vereda la Mata.
- Trapiches paneleros.
- Parroquia San Esteban de Hato Grande.
- El Parque de las Aguas, entre Girardota y Barbosa.
- Los Charcos de la vereda El Barro.
- Truchera piedra lisa vereda El Barro.
- Manuel de Jesús Cardona Botánico vereda El Barro.
- Finca Hotel Rivendell Paradise